# Trästena församling
Trästena församling var en församling i Skara stift och i Töreboda kommun. Församlingen uppgick 2002 i Fägre församling.

## Administrativ historik
Församlingen har medeltida ursprung.  Församlingen införlivade 1545 Säckestads församling.
Församlingen var till 1962 annexförsamling i pastoratet Fägre och Trästena som före 1545 även omfattade Säckestads församling och till efter 1571 Fimmerstads församling. Från 1962 till 2002 var församlingen annexförsamling i pastoratet Fägre, Trästena, Bällefors, Ekeskog, Beateberg, Hjälstad, Sveneby och Mo. Församlingen uppgick 2002 i Fägre församling.

## Kyrkor
- Trästena kyrka